# Paul-Henri Mallet
Pour les articles homonymes, voir Mallet.
Pour les autres membres de la famille, voir Famille Mallet.
Paul-Henri Mallet, né le 20 août 1730 à Genève (alors en république de Genève) et mort le 8 février 1807 dans la même ville (devenue chef-lieu du département du Léman), est un homme de lettres et diplomate genevois.

## Biographie
Henri Mallet est le fils du négociant et ingénieur Jean-Gabriel Mallet et de Jeanne-Marguerite Masson (sœur de Jacques Masson), et le frère de Henri Mallet-Prevost. Il épouse Jeanne-Marie du Pan, fille de Jean-Louis du Pan, premier syndic de Genève.
Après avoir suivi ses études à l'Académie de Genève, licencié en droit, il devient tuteur dans la famille du comte de Calenberg. Il réalise plusieurs séjours à La Haye et Paris. Il bénéficie de la protection de Voltaire à ses débuts.
En 1752, il est nommé professeur des belles lettres à l'Académie de Copenhague, en remplacement de La Beaumelle. Il collabore à l'Abeille du Parnasse et dirige le Mercure danois de 1753 à 1755. La publication de son Introduction à l'histoire du Danemark à Copenhague en 1755 attire l'attention du roi Frédéric V de Danemark, qui lui confie l'éducation du prince Christian, dont il devient le précepteur.
Il retourne à Genève en 1760, ayant été nommé professeur d'histoire à l'Académie, et décline l'offre de la tsarine de devenir le précepteur de son fils, le futur tsar Paul Ier de Russie.
Membre du Conseil des Deux-Cents de 1764 à 1789, il devient résident du landgrave de Hesse-Cassel près des républiques de Berne et de Genève. Il s'attache ensuite à Lord Mount Stuart, qu'il accompagne dans ses séjours en Italie et en Angleterre, et est présenté à la reine Sophie Charlotte, dont il devient le correspondant littéraire en Europe.
L'un des principaux rédacteurs des Nouvelles de la république des lettres en 1776-1777, et collaborateur du Journal de Genève et du Journal helvétique, il tente, sans succès, de lancer le journal Observations périodiques sur la philosophie et les belles-lettres en 1777.
Mallet est admis comme membre correspondant de l'Académie des inscriptions et belles-lettres en 1763. Également membre des académies de Lyon, de Cassel et d'Uppsala, il est pensionné par les ducs de Brunswick et par le duc de Hesse. Il se trouve privé de ses biens et pensions par la République helvétique en 1798.

## Publications

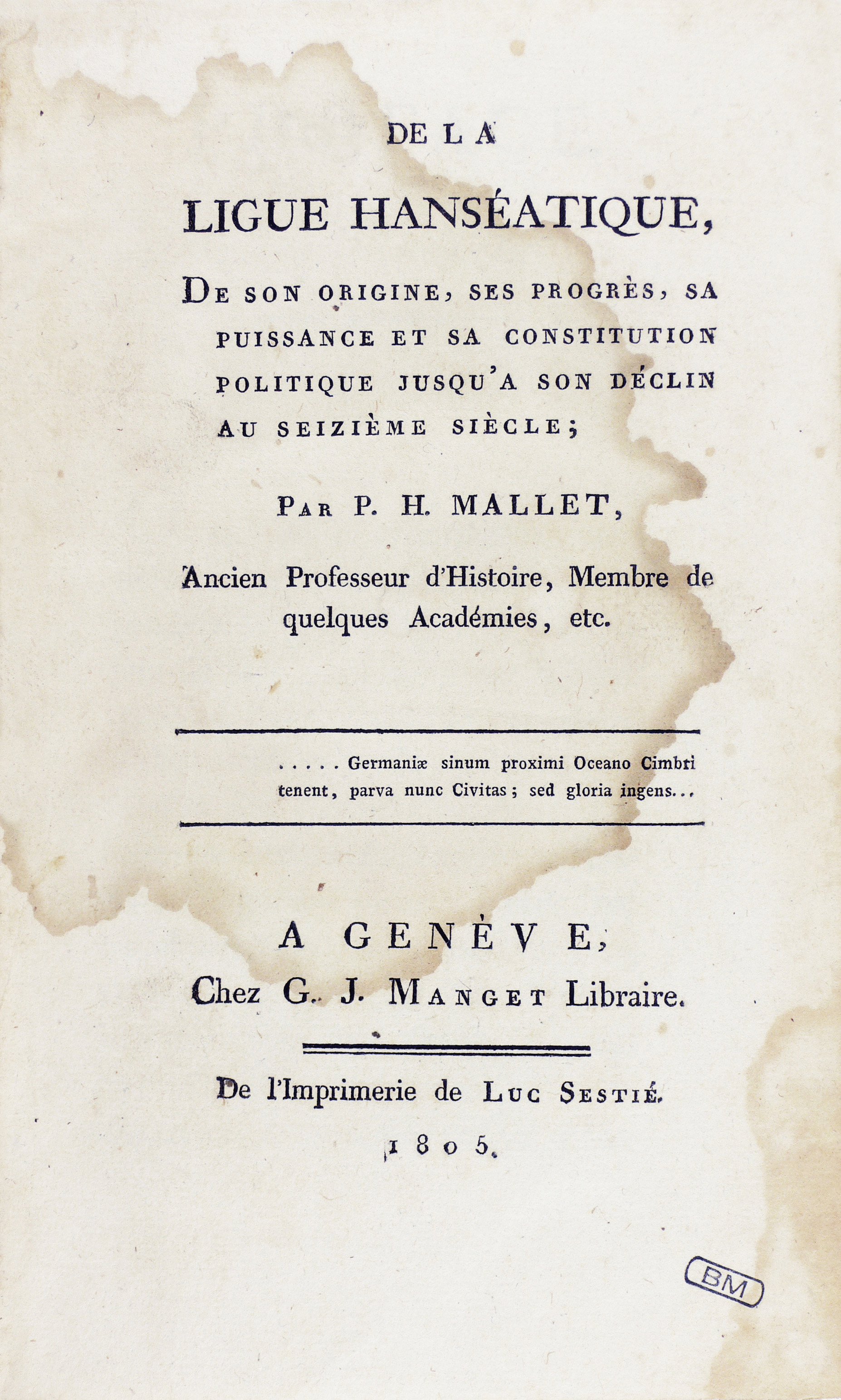
De la ligue hanséatique, 1805.

- Discours prononcé à l'ouverture des leçons publiques de belles-lettres françaises (Copenhagen, 1753)
- Introduction à l'histoire du Danemark (Copenhague, 1755)
- Monumens de la mythologie et de la poesie des Celtes et particulierement des anciens Scandinaves : pour servir de supplement et de preuves a l’Introduction a l’histoire de Dannemarc (Copenhague, 1756)
- Histoire du Danemarch (3 vols., Copenhagen, 1758–1777)
- Histoire de la maison de Hesse (4 vols., 1767–1785)
- Histoire de la maison de Brunswick (4 vols., 1767–1785)
- Histoire de la maison et des etats du Mecklenbourg (1796)
- Histoire des Suisses ou Helvétiens (4 vols., Geneva, 1803)
- Esquisse des événements qui ont amené et opéré la dissolution de la Confédération helvétique (1803, vol. XII de l'Histoire des Suisses de Jean de Müller)
- Histoire de la ligue hanséatique (1805)

## Sources
- Mohnike, Thomas : "Géographies du savoir historique. Paul-Henri Mallet entre rêves gothiques, germaniques et celtiques", dans Figures du Nord : Scandinavie, Groenland, Sibérie. Perceptions et représentations des espaces septentriaux de la fin de Moyen Âge au XVIIIe siècle [en ligne]. Rennes : Presses universitaires de Rennes, 2012. Disponible sur Internet : http://books.openedition.org/pur/117158
- Chisholm, Hugh, Encyclopædia Britannica (11th ed.), Cambridge University Press, 1911
- « Mallet, Paul-Henri » dans le Dictionnaire historique de la Suisse en ligne.
- "Mallet", in: Dictionnaire des journalistes (1600-1789)